# والتهام ابی (شهرک)
population refوالتهام ابی (شهرک)latitudeوالتهام ابی (شهرک)longitudeوالتهام ابی (شهرک)
والتهام ابی (شهرک) (به انگلیسی: Waltham Abbey (town)) یک منطقهٔ مسکونی در انگلستان است که در شرق انگلستان واقع شده‌است.

## خصوصیات
والتهام ابی ۲۰٬۳۹۰ نفر جمعیت دارد.